# Алексей Лобанов-Ростовски
Алексей Борисович Лобанов-Ростовски (на руски: Алексей Борисович Лобанов-Ростовский) е руски княз, политик и дипломат.
Роден е на 30 декември (18 декември стар стил) 1824 година във Воронежка губерния. Произхожда от княжеския род Лобанови-Ростовски, клон на династията Рюриковичи. Завършва Царскоселския лицей през 1844 година.
След това започва работа във външното министерство. Прекарва дълго време в Париж и Берлин. През 1859 – 1863 година е посланик в Константинопол, когато организира отвличането на българския униатски духовник Йосиф Соколски. През 1867 – 1878 година е заместник вътрешен министър, а след това е посланик в Константинопол (1878 – 1879), Лондон (1879 – 1882) и Виена (1882 – 1895).
През февруари 1895 година, малко преди по план да заеме поста посланик в Берлин, е назначен за министър на външните работи.
Алексей Лобанов-Ростовски умира на 30 август (18 август стар стил) 1896 година на гарата в Шепетовка (днес в Хмелницка област, Украйна).